# Mölndals övre station

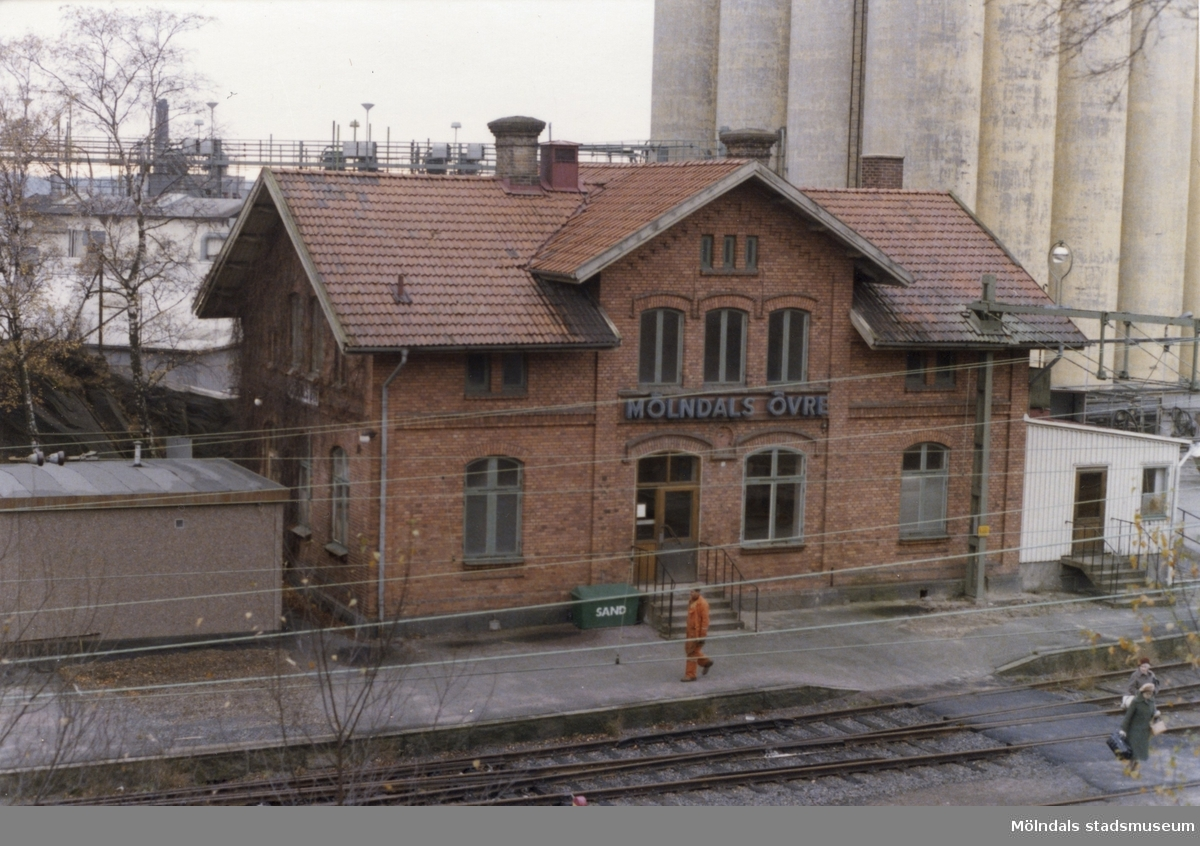
Mölndals övre järnvägsstation fotograferad från Ormåsgatan 1970.

Mölndals övre station var en järnvägsstation längs Boråsbanan i Mölndal. Stationen invigdes 1894 och stationsbyggnaden revs den 1 november 1983, sedan stationen blivit obemannad 1979.
Göteborg-Borås Järnväg (GBJ) byggdes under åren 1892–1894 och invigdes den 15 december 1894. Stationshuset ritades av Adrian C. Peterson, uppfördes av byggmästaren Joh. L Larsson och var en tvåvånings byggnad i rött tegel. Dessutom fanns det ett godsmagasin i trä. Bangården utvidgades på 1910-talet och godsmagasinet byggdes till.
Stationen hette ursprungligen Mölndal, sedan den övertagit Mölndals nedre stations tidigare namn. År 1925 skedde ett nytt namnbyte till Mölndals övre.
Vagnslasttrafiken lades ner 1971, godsmagasinet revs i april 1975 och övrig godstrafik lades ner 1976. Bemanningen vid stationen drogs in 1979 och persontrafiken upphörde i maj 1989. Stationshuset revs den 1 november 1983.